# راسو
راسو سرده‌ای از پستانداران گوشتخوار و فعال و چالاک کوچک‌اندام است که بدنی کشیده و باریک و دست و پاهایی کوچک دارد. راسو در خانوادهٔ راسوئیان قرار دارد. در متون طب سنتی با نام عربی آن دَلق که خود معرب دَله فارسی است یاد شده است.
راسو، جانوری گوشتخوار و بسیار درنده است. اهمیت این جانور بیشتر به‌خاطر پوستش می‌باشد. در بسیاری از کشورها، این جانور وحشی را به‌وسیلهٔ تله شکار کرده و پرورش می‌دهند. این جانور شباهت بسیاری به سمورهای بزرگ دارد ولی رنگش تیره‌تر است. 
راسو به نسبت بسیاری از پستانداران دوزیست بیشتر وقت خود را در خشکی می‌گذراند، با آنکه پاهایش پرده‌دار نیست ولی شناگری قابل است.
راسوها، موجودات حفرکننده واقعی و نقب‌زن نیستند، ولی اغلب نقب‌ها را طولانی‌تر و وسیع‌تر کرده و از نقب‌های خالی سواحل رودخانه‌ها استفاده می‌کنند. آن‌ها معمولاً لانه‌های خود را در شکاف صخره‌ها، یا کُنده درخت‌های توخالی می‌سازند. لانه محل استراحت و زاد و ولد راسوها پوشیده از خزه و پر از علف است.
این جانور برای نخستین بار، در سال ۱۹۲۹ از آمریکا به انگلستان آورده شد. بعضی‌ها از مزارع محل پرورششان فرار کرده و در حیات وحش پراکنده شدند. در سال ۱۹۰۰ مسلم شد که بسیاری از آنها در نقاط مختلف به زاد و ولد پرداخته‌اند.

## کالبدشناسی
گردن این جانور کشیده و دمش نسبتاً بلند و پر مو است. گونه‌های مختلف راسو از ۱۲ تا ۴۵ سانتیمتر درازا دارند. خز برخی گونه‌های راسو در زمستان کاملاً سفید می‌شود. تمام انواع راسوها توانایی خوبی برای بالا رفتن از درخت و کندن زمین دارند. جنس ماده این جانور معمولاً اندازهٔ کوچک‌تری دارد. طول دم در گونه‌های مختلف بین ۳۴ تا ۵۲ میلی‌متر است. 
راسوی نر در حدود دو فوت طول و ۳ پوند وزن دارد. راسوی ماده از نظر وزن و طول اندام تقریباً برابر با نصف اندازه‌های یادشده است.

## خوراک
این جانوران معمولاً از پستانداران کوچک تغذیه می‌کنند و گاهی مرغ‌های اهلی و خرگوشهای پرورشی را نیز شکار می‌کند. خوراک راسو، همانند خوراک گربه آبی شامل ماهی، بچه‌اردک و دیگر پرندگان و ماکیان‌ها است.
راسوها شکارچیانی درنده‌خو هستند و بعضی اوقات بیش از آنچه را که مورد نیازشان است، صید کرده و می‌کشند. پرورش‌دهندگان راسوها، باید دقت کامل مبذول داشته و نگذارند که راسوهایشان فرار کنند؛ زیرا تعداد کمی از این جانوران قادرند، در عرض یک شب خسارات هنگفت و جبران‌ناپذیری به مرغداری وارد آورند.
راسوها، نه تنها، جوجه‌ها را می‌کشند، بلکه به مرغ‌های بزرگ نیز حمله می‌کنند. راسو، در هنگام حمله بسیار چالاک است و مرغ، در برابر راسو راه واقعی دفاع از خود را ندارد.
راسوها پستانداران و شکارچیان سرسختی هستند و از آنجایی که باید روزانه ۴۰ تا ۶۰ درصد وزن بدن خود را بخورند، باید روزانه کشتار انجام دهند. راسوها بیشتر موش‌ها و حشرات را با نقب زدن در پناهگاه‌هایشان شکار می‌کنند. راسوها طعمه خود را می‌گیرند، بدن خود را دور طعمه می‌پیچند و با گاز گرفتن سر آن را می‌کشند. هدف از گاز گرفتن سوراخ کردن جمجمه یا نخاع است که موجب مرگ می‌شود.

## گونه‌ها
| نگاره | نام علمی           | نام فارسی                                    | پراکنش |
| ----- | ------------------ | -------------------------------------------- | --- |
|       | راسوی کوهی         | Mustela altaica Pallas, 1811                 | اروپا و شمال آسیا جنوب آسیا |
|       | قاقُم               | Mustela erminea Linnaeus, 1758               | اروپا و شمال آسیا شمالگان آمریکای شمالی و آلاسکا (ایالات متحده آمریکا) آسیای جنوبی (غیر بومی) نیوزیلند (غیر بومی)                       |
|       | قاقم دورنگ دشتی    | Mustela eversmanii (Lesson, 1827)            | اروپا و آسیای شمالی آسیای جنوبی |
|       | قاقم هایدا         | Mustela haidarum Preble, 1898                | هایدا گوای (کانادا) و مجمع‌الجزایر الکساندر (ایالات متحده)                                                                               |
|       | راسوی اهلی         | Mustela furo Linnaeus, 1758                  | اهلی نیوزلند (غیر بومی) |
|       | راسوی ژاپنی        | Mustela itatsi Temminck, 1844                | ژاپن و ساخالین (روسیه) |
|       | راسوی دم‌زرد        | Mustela kathiah Hodgson, 1835                | جنوب آسیا |
|       | تیره‌راسوی اروپایی  | Mustela lutreola (Linnaeus, 1761)            | اروپا |
|       | راسوی کوهی اندونزی | Mustela lutreolina Robinson and Thomas, 1917 | جنوب آسیا |
|       | راسوی پاسیاه       | Mustela nigripes (Audubon and Bachman, 1851) | آمریکای شمالی |
|       | راسوی کوچک         | Mustela nivalis Linnaeus, 1766               | اروپا، ساحل بربر و آسیای شمالی آمریکای شمالی کوچکترین گونه این سرده و تنها راسوی بومی ایران، آسیای جنوبی (غیر بومی) نیوزیلند (غیر بومی) |
|       | راسوی مالایی       | Mustela nudipes Desmarest, 1822              | جنوب آسیا |
|       | قاقم دورنگ اروپایی | Mustela putorius Linnaeus, 1758              | اروپا، کوه‌های اطلس و شمال آسیا |
|       | قاقم آمریکایی      | Mustela richardsonii Bonaparte, 1838         | بیشتر آمریکای شمالی در جنوب آلاسکا و مدار قطبی نوناووت شرقی و جزیره بافین                                                               |
|       | راسوی سیبری        | Mustela sibirica Pallas, 1773                | اروپا و آسیای شمالی آسیای جنوبی |
|       | راسوی سیاه‌خط       | Mustela strigidorsa Gray, 1855               | جنوب آسیا |

1 ذکر اروپا و آسیای شمالی شامل چین نمی‌شود.